# Clairac

Clairac este o comună în departamentul Lot-et-Garonne din sud-vestul Franței. În 2009 avea o populație de 2.432 de locuitori.

## Evoluția populației
| An        | 1975  | 1982  | 1990  | 1999  | 2006  | 2009  |
| --------- | ----- | ----- | ----- | ----- | ----- | ----- |
| Populație | 2.332 | 2.393 | 2.338 | 2.385 | 2.506 | 2.432 |